# Samuel Buchwald
Samuel Buchwald (XVII w.) – gdański malarz okresu baroku.
W latach 1683–1685 przebywał w klasztorze w Pelpline. W 1683 wykonał na zlecenie opata Ludwika Aleksandra Łosia 3 obrazy do ołtarza świętych Bernarda, Benedykta i Roberta w katedrze pelplińskiej. W latach 1683–1685 namalował dużą kompozycję historyczną ukazującą przeniesienie konwentu cystersów z Pogódek do Pelplina w 1276 r. Jego płótna mają pewne walory dekoracyjne, lecz nie są to dzieła dużego talentu.

## Obrazy w katedrze pelplińskiej
- Wizja św. Bernarda – główny obraz ołtarza św. Bernarda

Malowidło przedstawia św. Bernarda w ekstazie uniesionego na obłokach, widzącego Matkę Boską, która pokazuje mu Dzieciątko Jezus. Wokół unoszą się aniołowie z krzyżami i symbolami Męki Pańskiej. Dwaj aniołkowie pokazują księgę z łacińskimi cytatami z Pieśni nad Pieśniami: Pocałuje mnie pocałunkiem ust swoich (1,2), Snopkiem mirry jest mój ukochany (1,13).
- Cud z życia św. Bernarda – predella ołtarza św. Bernarda

Na tle ogromnej architektury ukazano drobne, zagubione w przestrzeni postacie siedmiu zakonników, wobec których św. Bernard dokonuje cudu z pateną. Informuje o tym łaciński napis po lewej stronie: Misja do Szwecji zostaje potwierdzona cudem i proroctwem Bernarda.
- Św. Benedykt spisujący regułę – górna kondygnacja ołtarza św. Bernarda

Otoczonemu aniołami św. Benedyktowi spisującemu regułę ukazuje się Matka Boska.
- Założenie Opactwa Pelplińskiego – nad wejściem do zakrystii katedry

Obraz przedstawia kościół opactwa w Pelplinie, do którego opata Wernera z konwentem wprowadza książę Mszczuj II. Wśród żołnierzy i dworzan widać Murzyna z chartem.